# Кфар-Гес
Кфар-Гес (івр. כְּפַר הֶס) - мошав в центральній частині Ізраїлю. Розташований на рівнині Шарон на південний схід від Тель-Монду і охоплює 3900 дунамів. Підпадає під юрисдикцію регіональної ради Лев-га-Шарон . У 2018 мав 1,577 мешканців. 

## Історія
Мошав був заснований в 1931 році в рамках Поселення тисячі, і разом з Херутом, Ейн-Вередом, Тель-Мондом і Кфар-Зівом воно входило до складу Гуш-Тель-Монд. Він був названий на честь Моше Геса, світського єврейського філософа та одного з основоположників соціалізму та трудової сіоністської думки. 

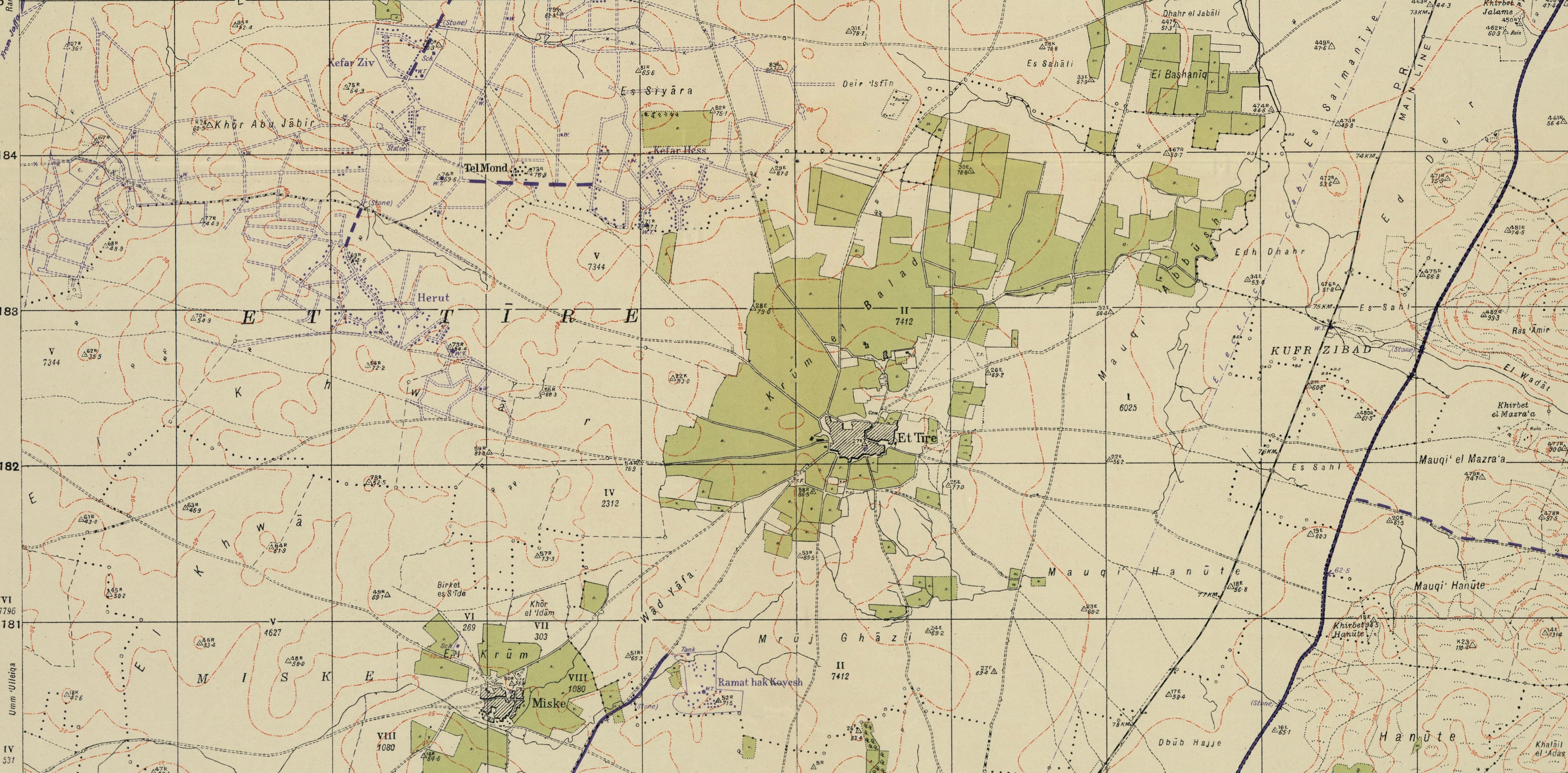
Кфар Гесс (Kefar Hess) 1942 р. 1: 20 000

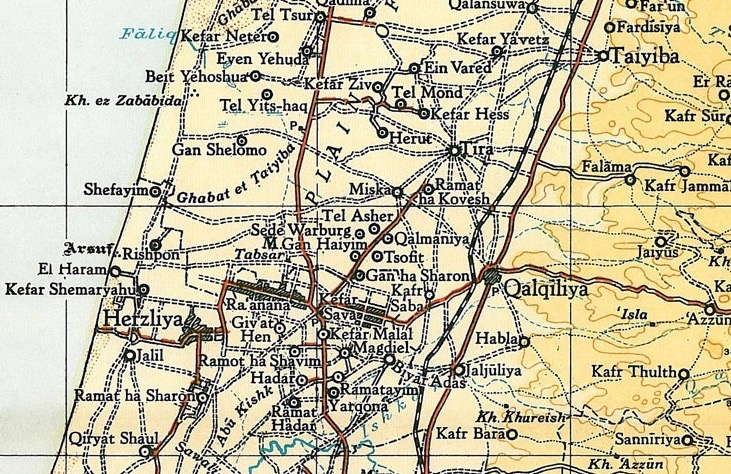
Кфар Гесс (Kefar Hess) 1945 1: 250 000